# Даутартай (Пагоюкайське староство)
Даутартай (Dautartai) — хутір у Литві, Расейняйський район, Пагоюкайське староство, знаходиться за 8 км від села Каулакяй. 1989 року в Даутартаї проживало 5 людей, 2011-го — 3, 2011-го — 2.

## Принагідно
- Dautartai (Pagojukai) [Архівовано 15 листопада 2016 у Wayback Machine.]

| Литва | Це незавершена стаття з географії Литви. Ви можете допомогти проєкту, виправивши або дописавши її. |